# Muaither SC
Der Muaither Sports Club (arabisch نادي معيذر الرياضي, DMG Nādī Muʿaiḏar ar-riyāḍī) ist ein katarischer Fußballklub mit Sitz Distrikt Muaither der Stadt ar-Rayyan. Aktuell spielt der Verein in der ersten Liga, der Qatar Stars League.

## Geschichte
Der Klub wurde im Jahr 1996 gegründet. Ursprünglich unter dem Namen al-Shabab wurde der Klub nach Entscheidung des Nationalen Olympischen Komitees in al-Muaither umbenannt.
Erstmals gelang dem Klub in der zweiten Liga die Teilnahme an den Play-offs um den Aufstieg nach der Saison 1999/2000, dort unterlag man nach einem 0:0 im Hinspiel jedoch später im Rückspiel mit 1:2 dem al-Shamal. In der Saison 2003/04 gewann man dann als erste Mannschaft in der ersten Liga den Qatari Sheikh Jassim Cup. In der Saison 2011/12 gelang mal wieder eine Teilnahme an den Play-offs um den Aufstieg, diesmal unterlag man jedoch dem Umm-Salal SC mit 0:1. Nach der folgenden Spielzeit spielte man wieder das Aufstiegsspiel, diesmal gegen al-Arabi, verlor aber erneut. Trotzdem konnte der Klub schlussendlich aufsteigen, weil die erstklassige Qatar Stars League nun auf 14 Teilnehmer aufgestockt wurde.
Diese Einladung konnte man jedoch nur bedingt erfolgreich annehmen, da man am Saisonende 2013/14 mit 15 Punkten Rückstand auf den Vorletzten am Ende als Schlusslicht wieder direkt absteigen musste. Zur Spielzeit 2015/16 ging es nochmal zurück, diesmal sammelte man aber sogar nur sechs Punkte und stieg somit ein weiteres Mal direkt wieder ab. Nach der Spielzeit 2018/19 gelang es über den zweiten Platz nochmal sich für die Play-offs um den Aufstieg zu qualifizieren, gegen den Qatar SC verlor man aber erneut. Die Saison 2022/23 wurde man Meister der zweiten Liga und stieg somit in die erste Liga auf.

## Erfolge
- Qatari Second Division: 2015/16, 2022/23
- Qatari Sheikh Jassim Cup: 2003

## Stadion
Der Verein trägt seine Heimspiele im Al-Gharafa Stadium in ar-Rayyan aus. Das Stadion hat ein Fassungsvermögen von 25.000 Personen.

## Trainer
| Trainer                  | Nation              | von               | bis              |
| ------------------------ | ------------------- | ----------------- | ---------------- |
| Silvio Diliberto         | Niederlande Italien | 1. Juli 2010      | 30. Juni 2012    |
| Ladislas Lozano          | Spanien Frankreich  | 19. Juni 2013     | 1. Februar 2014  |
| Mohammed Souhail         | Marokko             | 1. Februar 2014   | 1. Juli 2014     |
| Philippe Burle           | Frankreich          | 20. März 2016     | 30. Juni 2018    |
| Pepe Murcia              | Spanien             | 1. Juli 2021      | 31. Oktober 2023 |
| Emilio Isierte (Interim) | Spanien             | 1. November 2023  | 3. November 2023 |
| Jorge da Silva           | Uruguay             | 20. November 2023 |                  |